# Eindhovense Wollenstoffenfabriek
De Eindhovense Wollenstoffenfabriek (EWOFA) is een textielfabriek die heeft bestaan van 1866 tot 1964. De fabriek stond aan de Geldropseweg 34 in Eindhoven.

## Geschiedenis
Robert von der Nahmer (1837-1908) richtte in 1866 de Von der Nahmer Wollenstoffenfabriek op. In 1907, een jaar voor zijn overlijden, droeg hij het bedrijf over aan zijn zoons Robert jr en Theo. In 1909 werd de fabriek door een grote brand verwoest, om daarna weer opgebouwd te worden. In 1925 kwam het bedrijf in handen van A.G.W. de Rooij uit Tilburg. Vanaf dat moment droeg het de naam EWOFA. Eind jaren zestig moest de Eindhovense Wollenstoffenfabriek zijn activiteiten staken.